# Renato Arlati
Renato P. Arlati (* 29. März 1936 in Zürich; † 31. März 2005 in Baden, Schweiz) war ein Schweizer Schriftsteller.

## Leben und Werk
Arlati debütierte 1977 mit Und spür ich im Aufstehen im Gras eine Wendung mit kurzer Prosa und Geschichten. Dem wenig beachteten Werk folgten 1980 "Auf der Reise nach Rom",1981 Fremd und abweisend ist das Gewölbe der Nacht, manuskripte-Preis, Graz und 1985 Das Haus und die Glocken die läuten (Suhrkamp). Zuletzt erschien bei Suhrkamp der Roman Des Mündels Tag- und Nachtgeschichte, 1986, dann Hast Du mein Gesicht gesehen?, 1989 Dies unbeschreiblich helle Licht im Fenster und mit Liebe Lea ein zweiter Roman, 1995. Dennoch gelang es Arlati bislang nicht, sich über die Grenzen der Schweiz, in der er ebenfalls als Randfigur gilt, Bekanntheit zu verschaffen. 2005 erschien ein Gedichtband. Weitere Bücher sollen folgen.
Er begann früh zu schreiben. 1958 entstand das Stück Der Fremde, danach noch die Stücke Die Insel und "Die Zeit nimmt ab" sowie Mubu. Ab 1970 begann er Lesungen zu machen und Geschichten zu veröffentlichen, etwa in der Schweizer Familie und im Tages Anzeiger-Magazin. Sein Roman Der Vormund, 1965 erschien durch die Vermittlung von Franz Böni unter dem Titel Des Mündels Tag- und Nachtgeschichte 1985 bei Suhrkamp. Sein Gedichtband In dunkler Verneigung, 1965–1982, ist nie erschienen. In den 70er Jahren hatte er eine Romanze mit der Schriftstellerin Brigitte Meng, was zu vielen Prosatexten führte. Für seinen zweiten Roman erhielt er den Gastpreis Bern und den grossen Preis der Schillerstiftung. Er gehört nach Robert Walser und Ludwig Hohl zu den geheimnisvollsten und besten Dichtern der Schweiz. Er lebte 30 Jahre in Mansarden unter dem Existenzminimum. Sein Nachlass liegt im Stadtarchiv, Zürich.
- 1980 Preis für Form und Fiktion, Graz
- 1982 Werkpreis der Stadt Zürich
- 1996 Gesamtwerkspreis der Schweizerischen Schillerstiftung.
- 1987 Aufenthaltsstipendium des Kunstvereins Wien
- 1997 Gastpreis der Stadt Bern
- 1997 Werkjahr der Pro Helvetia

## Werke
- An E. Engeler, Basel u. a. 2005, ISBN 3-905591-95-2.
- Liebe Lea. Rauhreif, Möhlin u. a. 1995, ISBN 3-907764-25-0.
- Hast du mein Gesicht gesehen? Rauhreif-Verlag, Zürich u. a. 1988, ISBN 3-90774-12-9.
- Des Mündels Tag- und Nachtgeschichte. Suhrkamp, Frankfurt am Main 1986, ISBN 3-518-03068-X.
- Das Haus und die Glocken die läuten. Erzählungen. Suhrkamp, Frankfurt am Main 1985, ISBN 3-518-03213-5.
- Fremd und abweisend ist das Gewölbe der Nacht. Suhrkamp, Frankfurt am Main 1983, ISBN 3-518-04503-2.
- Auf der Reise nach Rom. Suhrkamp, Frankfurt am Main 1980, ISBN 3-518-11053-5.
- Und spür’ ich im Aufstehn im Gras eine Wendung. Sauerländer, Aarau u. a. 1977, ISBN 3-7941-1639-9.